# Palestina en los Juegos Paralímpicos de Sídney 2000
Palestina estuvo representada en los Juegos Paralímpicos de Sídney 2000 por dos deportistas, un hombre y una mujer.

## Medallistas
El equipo paralímpico palestino obtuvo las siguientes medallas:
| Nombre     | Deporte   | Evento             |
| ---------- | --------- | ------------------ |
| Oro        |           |                    |
| —          |           |                    |
| Plata      |           |                    |
| —          |           |                    |
| Bronce     |           |                    |
| Husam Azam | Atletismo | Peso F53 masculino |